# Keith R. Porter Lecture
Die Keith R. Porter Lecture ist eine Auszeichnung der American Society for Cell Biology (ASCB) im Gedenken an Keith R. Porter, die seit 1982 jährlich auf dem Jahrestreffen dieser wissenschaftlichen Gesellschaft an einen herausragenden Zellbiologen vergeben wird. Mitglieder der ASCB können dem Präsidenten und Programm-Komitee einen Preisträger vorschlagen, der auf dem Jahrestreffen einen Vortrag hält.
Sechs der Preisträger erhielten später einen Nobelpreis, drei der Preisträger waren bereits Nobelpreisträger, als sie die Keith R. Porter Lecture hielten.

## Preisträger
- 1982 – Lewis G. Tilney
- 1983 – J. Richard McIntosh
- 1984 – David D. Sabatini
- 1985 – John Heuser
- 1986 – Günter Blobel
- 1987 – Michael S. Brown, Joseph L. Goldstein
- 1988 – Marc Kirschner
- 1989 – Thomas Pollard
- 1990 – Kai Simons
- 1991 – Christiane Nüsslein-Volhard
- 1992 – Joan Steitz
- 1993 – Masatoshi Takeichi
- 1994 – James Darnell
- 1995 – Leland Hartwell
- 1996 – Elaine Fuchs
- 1997 – Pietro DeCamilli
- 1998 – James Spudich
- 1999 – Elizabeth Blackburn
- 2000 – Joan Massague
- 2001 – Susan Lindquist
- 2002 – Eric Wieschaus
- 2003 – Roger Tsien
- 2004 – Edward Salmon
- 2005 – Randy Schekman
- 2006 – Joseph Schlessinger
- 2007 – Lucille Shapiro
- 2008 – Joseph Gall
- 2009 – Ronald Vale
- 2010 – Tom Rapoport
- 2011 – Jennifer Lippincott-Schwartz
- 2012 – Ari Helenius
- 2013 – Timothy J. Mitchison
- 2014 – Michael P. Sheetz
- 2015 – Jonathan Weissman
- 2016 – Eva Nogales
- 2017 – Scott Emr
- 2018 – Ruth Lehmann
- 2019 – Julie Theriot
- 2020 – Tony Hyman
- 2021 – Rebecca W. Heald
- 2022 – Juan S. Bonifacino
- 2023 – David G. Drubin
- 2024 – Sergio Grinstein
- 2025 – Valerie Weaver[1]